# Грунтовка

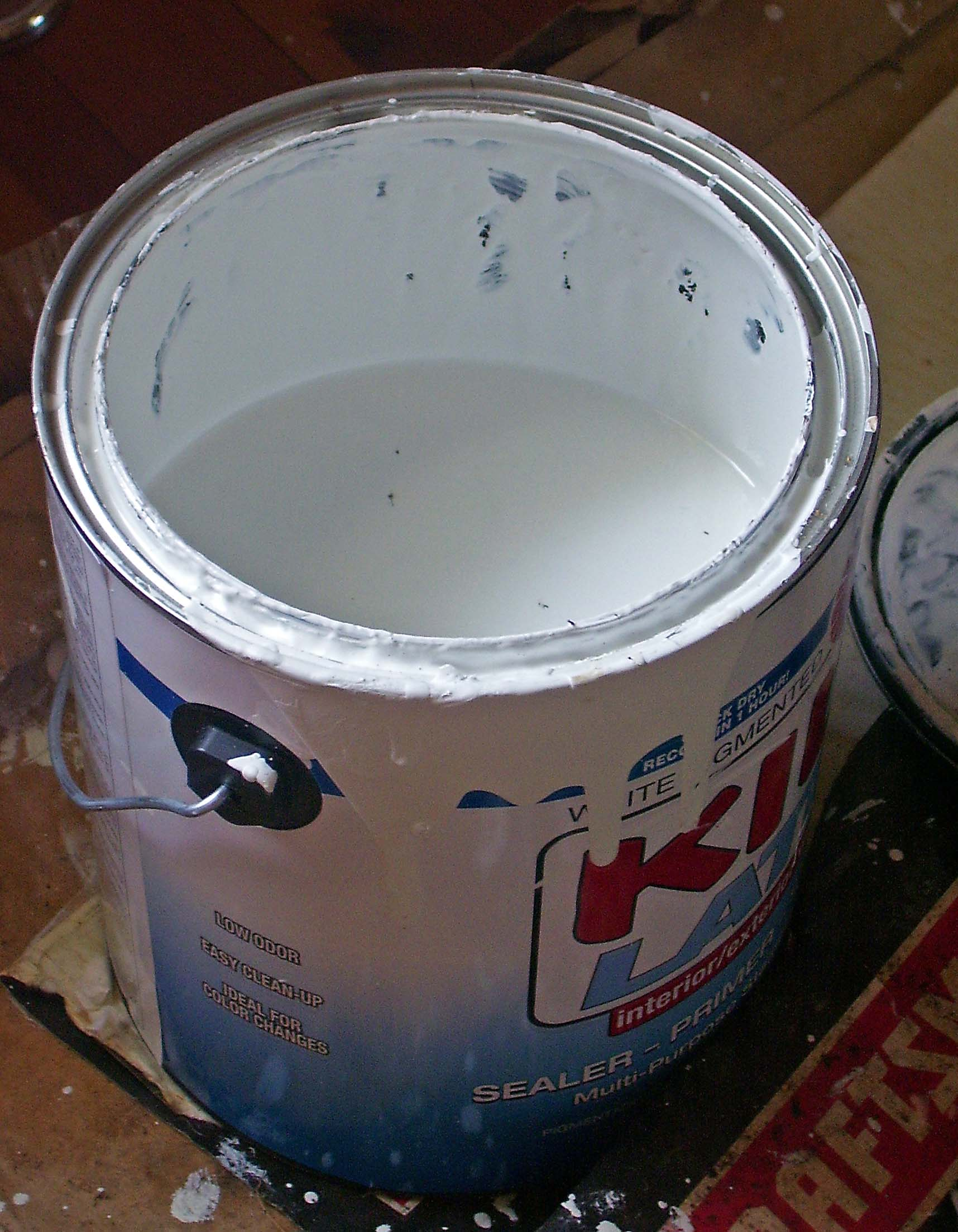
Латексная грунтовка

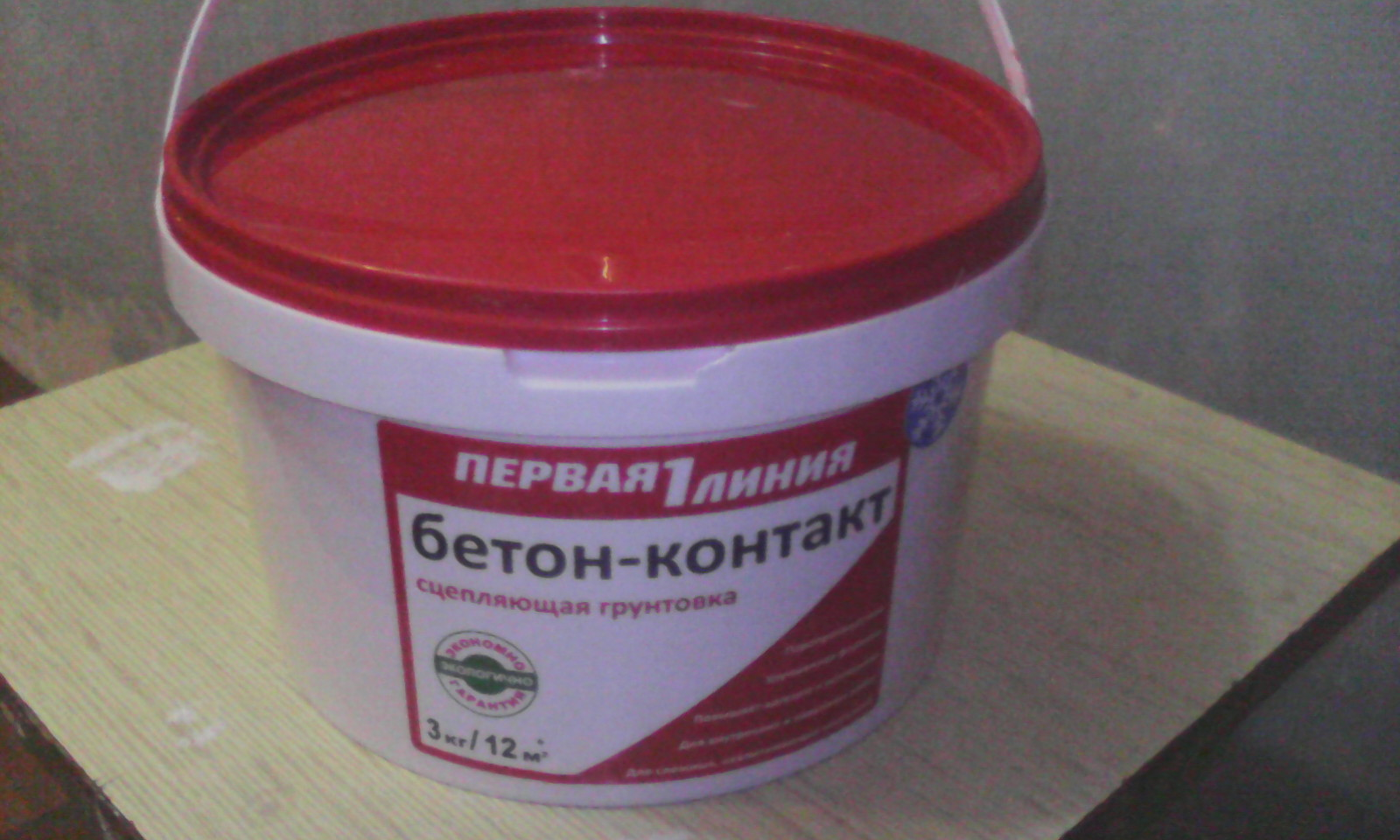
Грунтовка бетоноконтакт
(в зависимости от производителя, так же называются: бетонконтакт, бетон-контакт)

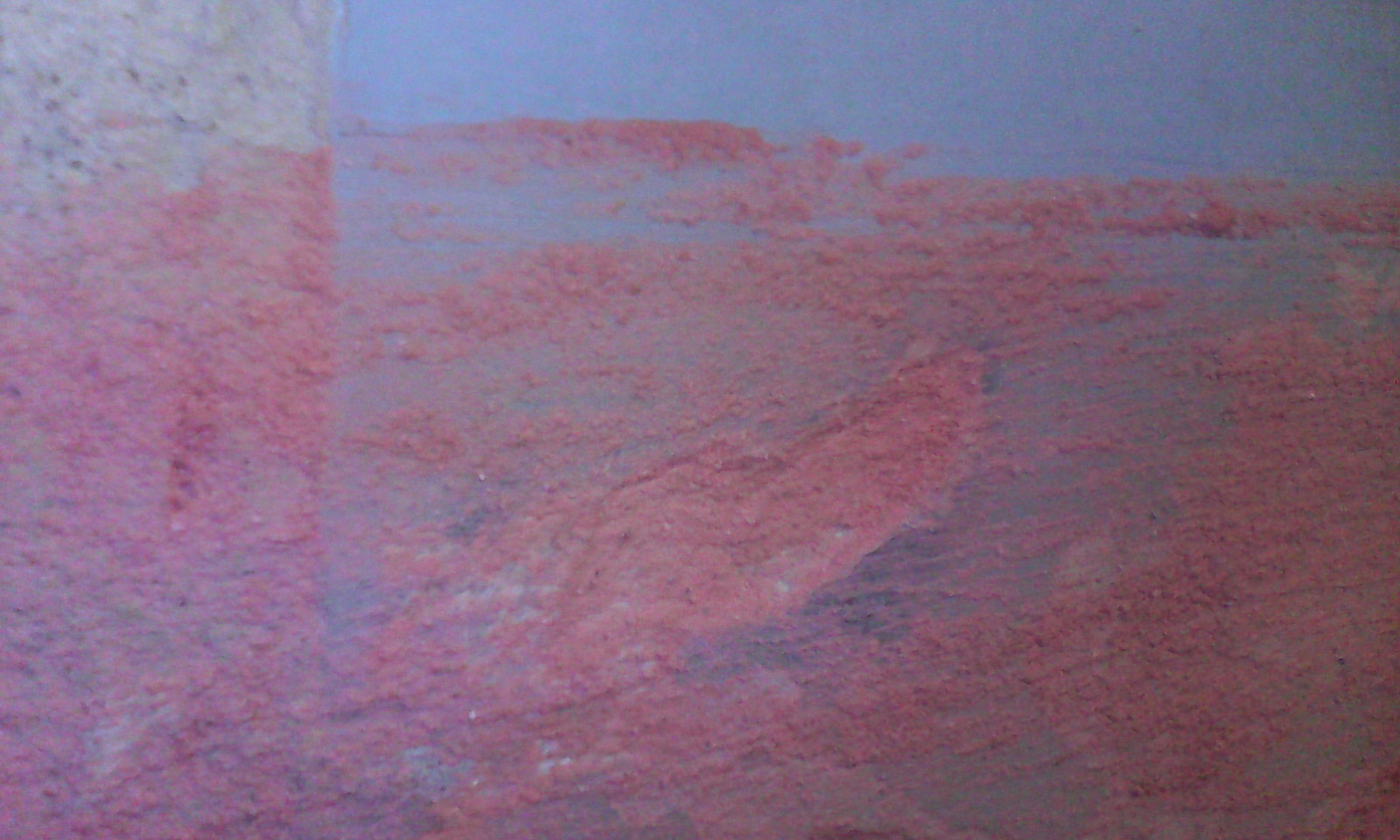
Участок стены, обработанный бетоноконтактом: слева — грунтовка нанесена на штукатурку, справа — на старую масляную краску

Грунто́вка — состав, наносимый первым слоем на подготовленную к окраске или отделке поверхность для создания надёжного сцепления верхних (кроющих) слоёв покрытия с обрабатываемой поверхностью и выравнивания её впитывающей способности. От окрашивающих составов грунтовки отличаются меньшим содержанием пигментов, а также наличием специального компонента — основы. Грунтовкой называют также грунтование — процесс нанесения этого состава.
Кроме того, грунтовки могут выполнять и другие функции: защищать металл от коррозии, «выявлять» текстуру дерева, перекрывать поры и другие дефекты окрашиваемой поверхности, а также обеспечивать адгезионное сцепление в системах антикоррозионной защиты металла, дерева и бетона (см. наливной пол), также защита поверхностей от плесени и грибка.

## Классификация
Грунтовки готовят на основе природных или синтетических, жидких или твёрдых плёнкообразующих веществ — олиф, алкидных смол, мочевино-формальдегидных смол, эпоксидных смол и др.; твёрдые плёнкообразующие материалы применяют в виде концентрированных растворов или дисперсий в органических растворителях или в воде. Многие грунтовки содержат в своём составе пигменты (железный или свинцовый сурик, цинковый крон), а иногда и наполнители (тальк, слюда, мел). На окрашиваемую поверхность грунтовку наносят шпателем, кистью, распылением и другими способами.
Толщина плёнки грунтовочного состава 10—100 мкм (0,01—0,1 мм). Высушенную загрунтованную поверхность покрывают краской или лаком, наносят штукатурку, шпатлёвку, приклеивают обои, кафель, заливают стяжкой.
Различают разные виды по назначению, к примеру:
- Бетоноконтакт — адгезионный грунт с акриловым связующим. Содержит в качестве наполнителя кварцевый песок, цемент и другие наполнители и рассчитан на улучшение сцепления штукатурок, шпатлевок, кафельной плитки (клея) с гладкой маловпитывающей поверхностью (бетон, старая краска, кафельная плитка)[1];
- Проникающие грунтовки — предназначены для закрепления основы (рыхлая штукатурка), снижения влаговпитывания основы (кирпич, штукатурка, бетон), повышения адгезии последующих слоёв отделочных строительных материалов к основе (штукатурки, шпатлёвки, обойного клея, краски).